# Loxops mana
Il rampichino di Hawaii (Loxops mana (Wilson, 1891)) è un uccello passeriforme della famiglia Fringillidae.

## Etimologia
Il nome scientifico della specie, mana, deriva probabilmente dall'omonima località dell'isola di Hawaii.

## Descrizione

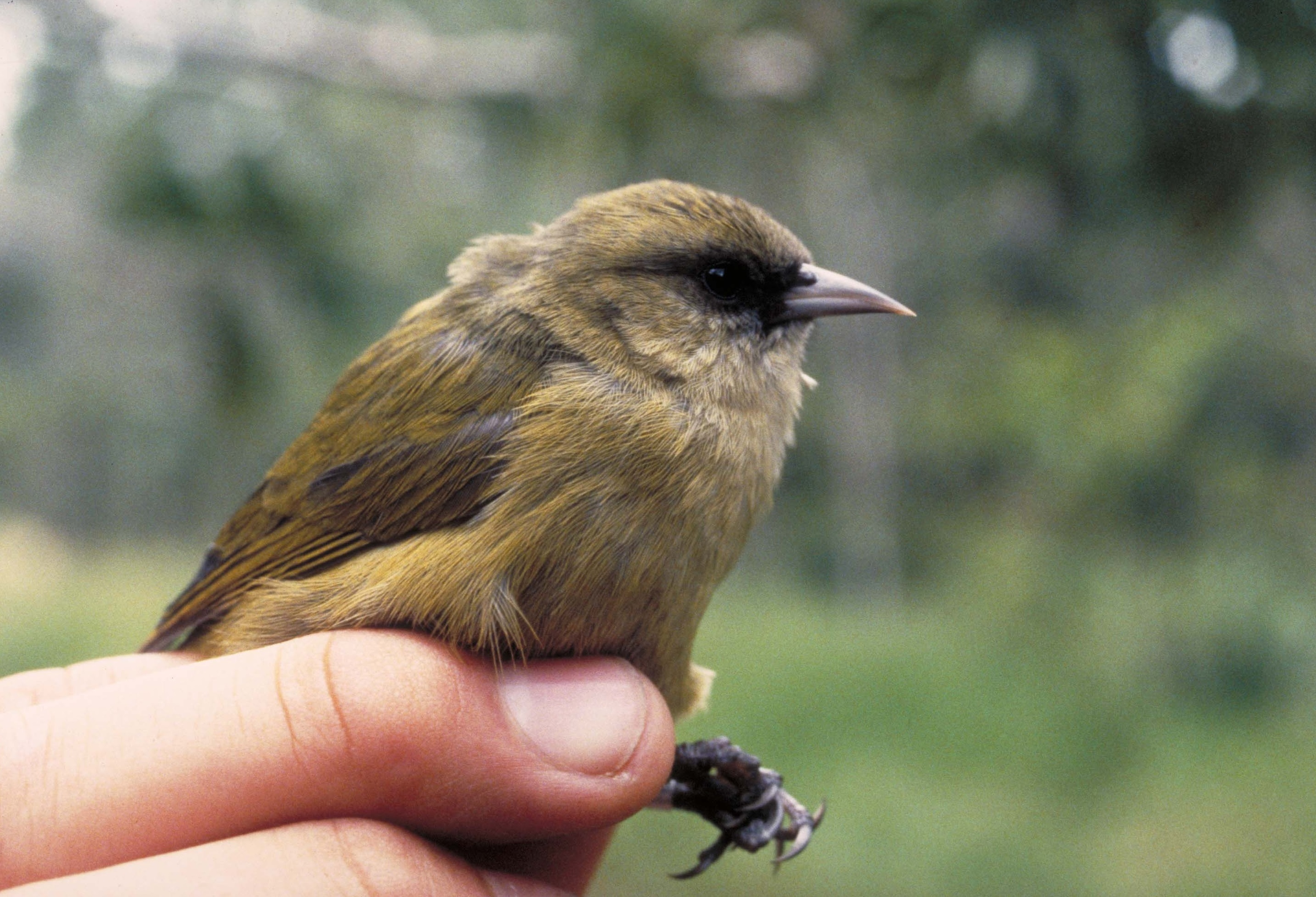
Esemplare di cattura.

### Dimensioni
Misura circa 11 cm di lunghezza, per un peso di 12,5-16 g.

### Aspetto
Il rampichino di Hawaii è un uccelletto dall'aspetto massiccio e paffuto, con testa arrotondata e becco conico e leggermente incurvato verso il basso.

Il piumaggio è di colore bruno-olivaceo su nuca, dorso, ali e groppa, con remiganti e coda nerastre, mentre faccia, gola e petto sono bianco-grigiastre e il ventre è bruno-arancio: sulla faccia è presente una mascherina nera che corre dai lati del becco alla tempia. Il dimorfismo sessuale è appena accennato, con le femmine dalla livrea più opaca e dalla mascherina facciale meno evidente rispetto ai maschi: in ambedue i sessi gli occhi sono di colore bruno scuro, il becco è nerastro superiormente e bianco avorio inferiormente e sugli orli, e le zampe sono di colore nerastro.

## Biologia

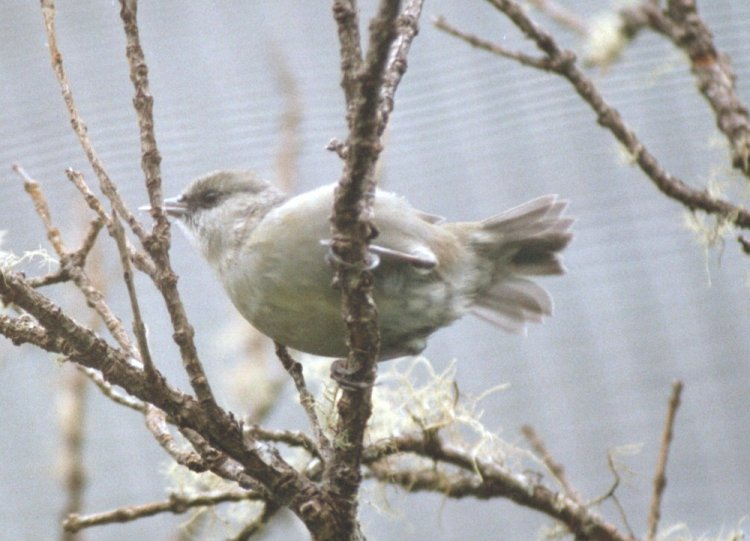
Esemplare in natura.

Si tratta di uccelli diurni e socievoli che vivono in coppie o in gruppetti, spesso formando stormi misti con altre specie (come l'akepa di Hawaii e gli amakihi del genere Hemignathus): essi passano la maggior parte della giornata alla ricerca di cibo in un territorio di circa 11 ettari di estensione, il quale si sovrappone abbondantemente nelle zone di confine con quelli di altri gruppi confinanti.

### Alimentazione
Si tratta di uccelli dalla dieta essenzialmente insettivora, che si nutrono di una grande varietà di insetti ed altri invertebrati, oltre che delle loro larve: essi reperiscono il cibo in maniera simile a quanto osservabile nei rampichini nostrani (da cui il nome comune della specie), percorrendo su e giù rami e tronchi ed utilizzando il becco sottile e appuntito come un sondino nella corteccia o fra il fogliame.

### Riproduzione
La stagione degli amori si estende da gennaio ad agosto, con un picco da febbraio a maggio: durante questo periodo, le coppie delimitano un territorio di 4-7 ettari all'interno del quale viene costruito il nido, che viene tenacemente difeso dagli intrusi per un perimetro di circa 10–20 m dallo stesso.
Il nido è generalmente a forma di coppa e si pone alla biforcazione terminale di un ramo alto di qualche albero: tuttavia, circa il 15% delle coppie di rampichino delle Hawaii sceglie come sito di nidificazione la cavità di un vecchio tronco. La costruzione del nido (edificato utilizzando corteccia di ohia, fili d'erba e licheni) richiede circa una decina di giorni di tempo: tale attività, assieme alla cova, è completamente a carico della femmina, col maschio che si occupa nel frattempo di procurare il cibo alla compagna e di stazionare di guardia nei pressi del nido. Durante la costruzione del nido, il maschio segue la femmina nei suoi spostamenti alla ricerca di materiale da costruzione, cantando incessantemente, mentre la compagna rimane silente: i nidi in fase di costruzione vengono così lasciati incustoditi per brevi intervalli di tempo, durante i quali essi vengono frequentemente depredati del materiale utilizzato da parte di altre specie affini (iiwi, apapane, probabilmente anche l'introdotto occhiocotto del Giappone).
La cova delle due uova generalmente deposte dura circa 13 giorni, mentre i nidiacei (cienchi ed implumi alla nascita) sono pronti per l'involo attorno al diciottesimo giorno di vita: durante questo periodo essi vengono imbeccati da ambedue i genitori (col maschio che porta loro più cibo rispetto alla femmina, spesso non imbeccandoli direttamente ma dando il proprio cibo a quest'ultima, che in seguito si occupa di utilizzarlo per nutrire la prole), ed anche dopo essersi involati essi continuano a seguire i genitori fra i rami, cercando l'imbeccata sempre più sporadicamente.

## Distribuzione e habitat

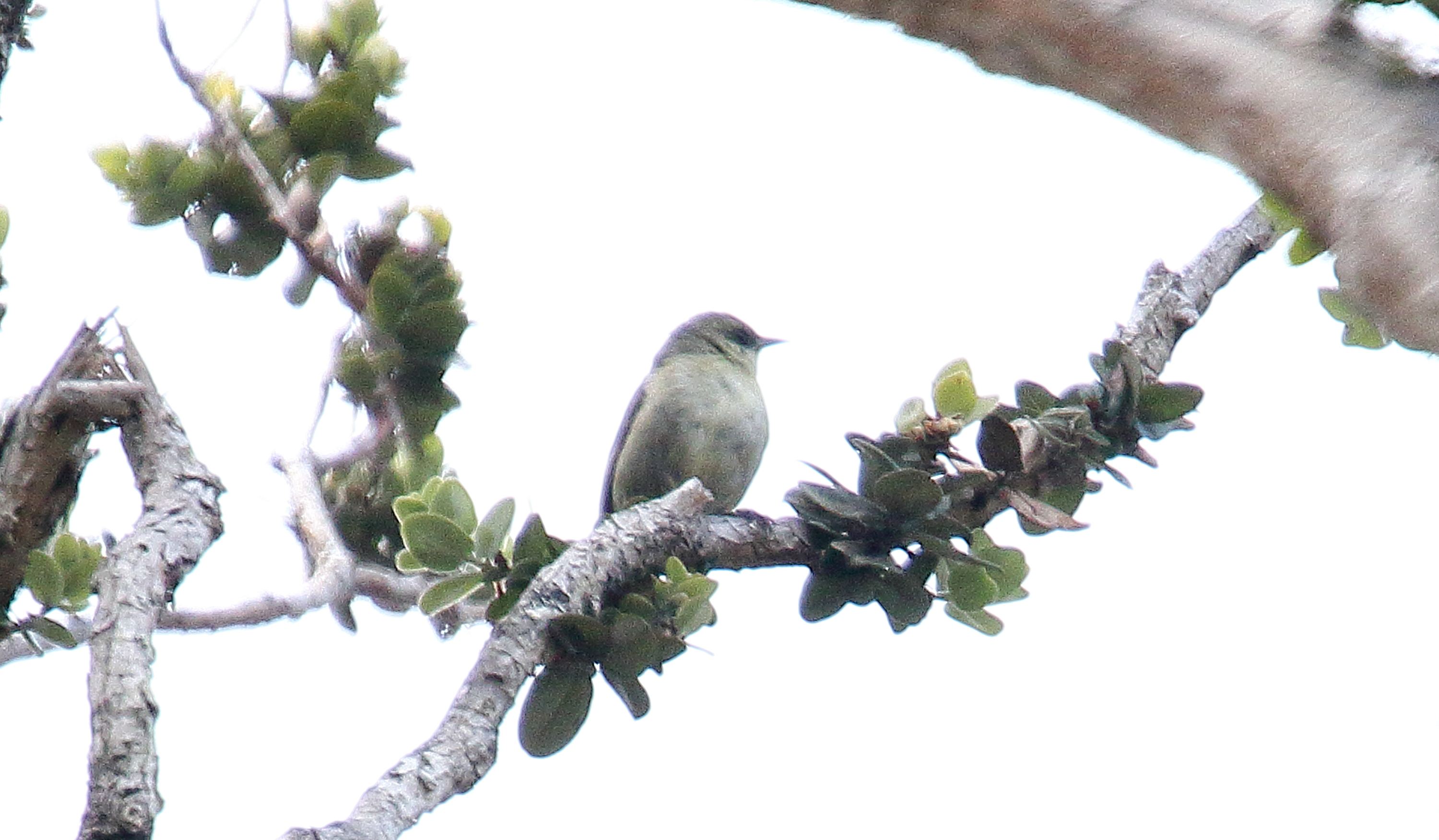
Esemplare in natura.

Come intuibile dal nome comune, il rampichino di Hawaii è endemico dell'omonima isola nell'arcipelago delle Hawaii, della quale occupa la porzione sud-orientale.
L'habitat di questi uccelli è rappresentato dalla foresta merica e umida a prevalenza di ohia e koa, fra i 1500 ed i 2300 m di quota, sebbene storicamente la specie fosse reperibile anche a quote inferiori, appena sopra i 1000 m.

## Tassonomia
La tassonomia di questa specie è stata piuttosto tormentata: inizialmente ascritta al genere Himatione, essa è passata a Oreomystis, dove è rimasta per lungo tempo (e, secondo alcuni studiosi, dove dovrebbe continuare ad essere ascritta), salvo poi essere accorpata al genere Loxops o, secondo alcuni autori, essere ascritta a un proprio genere monospecifico, Manucerthia, in quanto piuttosto basale rispetto alle specie congeneri.

## Conservazione
Una ricerca condotta fra il 1976 ed il 1983 ha portato a una stima di circa 12500 individui di rampichino di Hawaii, suddivisi in quattro popolazioni: una di circa 10000 individui ad Hamakua, una di 2100 esemplari a Kau, una terza di circa 200 esemplari sul versante nord-occidentale dell'Hualālai e una quarta inferiore l centinaio d'individui nella porzione interna del distretto di Kona. La popolazione dell'Hualalai risulta attualmente scomparsa, così come quella di Kona (che secondo alcuni non sarebbe una vera e propria popolazione stabile, ma sarebbe piuttosto rappresentata da individui provenienti dalle altre per periodi di tempo limitati): in generale, l'areale di questi uccelli si sarebbe contratto alle aree a maggiore quota. Tale dato sarebbe in linea con il trend di diffusione della stragrande maggioranza dei drepanidini hawaiiani, i quali hanno sofferto in maniera drastica l'arrivo nell'arcipelago del vaiolo aviario e della malaria aviaria (contro la quale essi non sono in nessun modo immunizzati) alla fine del XIX secolo, scomparendo oppure quando possibile ritirandosi nelle zone più in quota del proprio areale, dove le zanzare vettrici del morbo non sono in grado di arrivare.
Nonostante la degradazione dell'habitat e la competizione con le specie introdotte ne minaccino la sopravvivenza, il rampichino di Hawaii pare sopportare tali pressioni meglio di altre specie di drepanidini hawaiiani e addirittura sembrerebbe rivelarsi più resistente perfino alle malattie che hanno decimato l'avifauna autoctona, al punto di poter essere osservato anche a quote dove le zanzare si riproducono e quindi risultano infettive. La forte somiglianza di questi uccelli con altre specie, prima fra tutte l'amakihi di Hawaii, gli esemplari di sesso femminile del congenere akepa e l'introdotto occhiocotto giapponese, tuttavia, rendono complicata l'attribuzione certa degli esemplari osservati all'una o all'altra specie, potendo falsare i risultati dei censimenti. Per tali motivi, la specie è considerata in pericolo fin dal 1975 dal governo statunitense.